# Tiếng Bhojpur
Tiếng Bhojpur (/ˌboʊdʒˈpʊəri/; भोजपुरीⓘ là một ngôn ngữ thuộc ngữ chi Ấn-Arya nói ở đông bắc Ấn Độ và Terai của Nepal. Nó được nói chủ yếu ở tây Bihar, và đông Uttar Pradesh. Tiếng Bhojpur được coi là một trong số các phương ngữ của tiếng Hindi. Tiếng Hindi Fiji, một ngôn ngữ chính thức của Fiji, là một biến thể của tiếng Awadh và tiếng Bhojpur. Tiếng Hindustan Caribe cũng là một biến thể của tiếng Bhojpur và tiếng Awdh. Tiếng Bhojpur là một trong những ngôn ngữ được công nhận chính thức ở Nepal. Nó cũng là một ngôn ngữ thiểu số ở Guyana, Trinidad và Tobago, Surinam, Nam Phi, và Mauritius.
Biến thể của Bhojpur của Ấn-Caribe là Hindustan Caribe. Nó bị ảnh hưởng đáng kể bởi từ mượn tiếng Anh ở Trinidad và Tobago và Guyana, và nó cũng bị ảnh hưởng bởi từ mượn creole Sranan Tongo, tiếng Hà Lan và tiếng Anh ở Suriname. Ở Mauritius, một phương ngữ đặc biệt của tiếng Bhojpur vẫn được sử dụng. Theo điều tra dân số mới nhất, việc sử dụng ngôn ngữ này trong sinh hoạt hàng ngày ở Mauritius đang giảm xuống và ngày nay, nó được sử dụng bởi chỉ khoảng 5% dân số.

## Phân bố

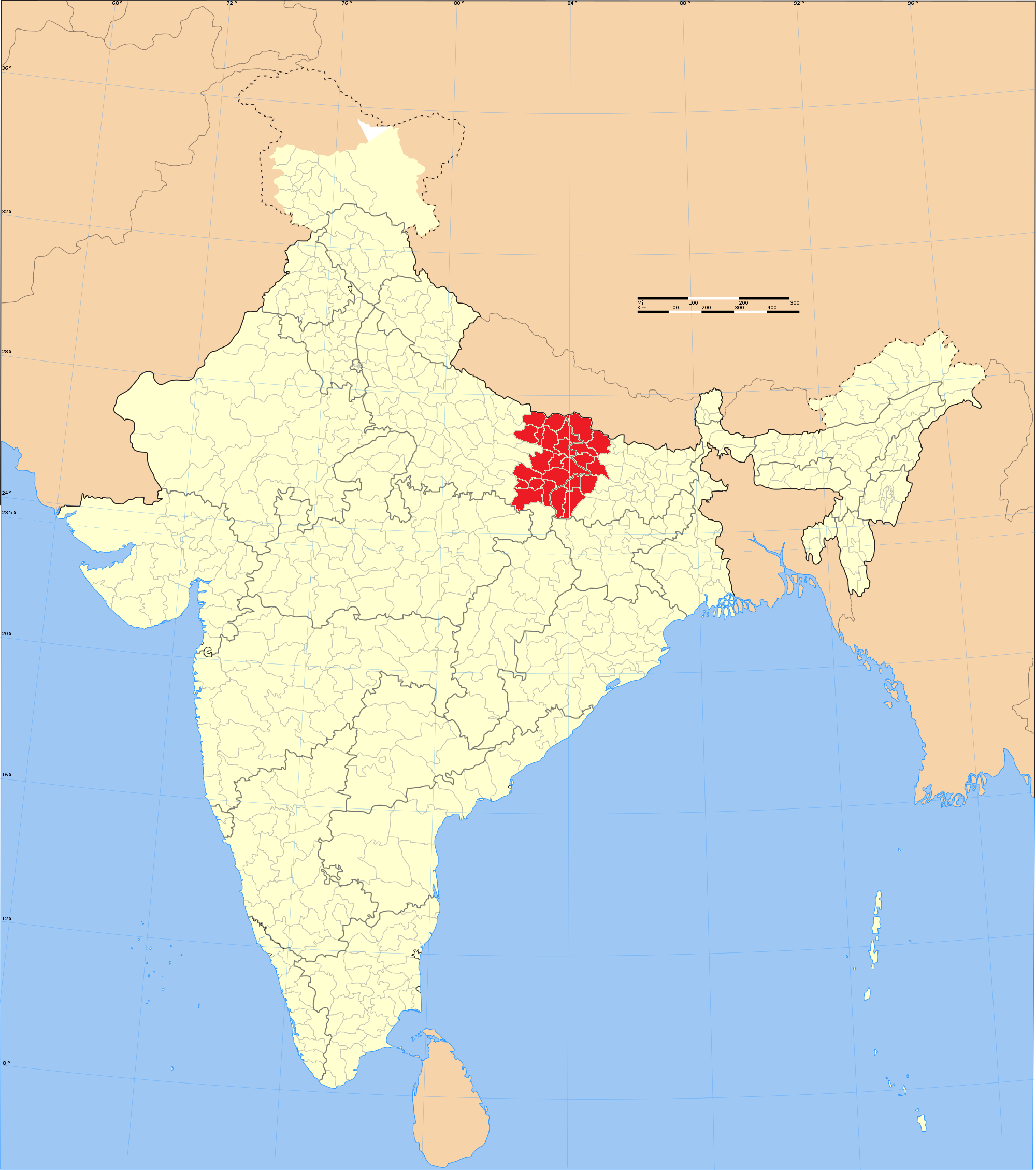
Khu vực nói tiếng Bhojpur ở Ấn Độ

Vùng nói tiếng Bhojpur bị bao quanh bởi vùng nói tiếng Awadh ở phía tây, vùng nói tiếng Nepal ở phía bắc, vùng nói tiếng Magaha và tiếng Maithil ở phía đông, và vùng nói tiếng Magaha và tiếng Baghel ở phía nam.
Tiếng Bhojpur là một ngôn ngữ chính được nói ở Nepal.
Ở Bangladesh, cũng có những người Hồi giáo nói tiếng Bhojpur. Tuy nhiên, tổng người nói của họ ít hơn số người nói tiếng Bhojpur ở Mauritius, Nam Phi, Fiji và các quốc gia Caribbean.

### Ngoài Nam Á
Tiếng Bhojpur cũng được nói bởi hậu duệ của những người được đưa đến Mauritius, Trinidad và Tobago, Guyana, Suriname, Fiji, các nơi khác ở vùng Caribbean, Jamaica và Nam Phi vào thế kỷ 19 và đầu thế kỷ 20 để làm việc trong các đồn điền trong thời kỳ thuộc địa của Anh.
| Quốc gia  | Số dân     |
| --------- | ---------- |
| Ấn Độ     | 50,579,447 |
| Nepal     | 1,584,958  |
| Mauritius | 66.893     |

## Phương ngữ
Các phương ngữ được biết đến theo hệ thống phân loại ngôn ngữ thế giới là Bhojpur Tharu, Domra, Madhesi, Musahari, Bhojpur chuẩn phía Bắc (Basti, Gorakhpuri, Sarawaria), Bhojpur chuẩn phía Nam (Kharwar), và Bhojpur chuẩn phía Tây (Benarsi, Purbi).
Tiếng Bhojpur có các phương ngữ sau, ba phương ngữ đầu tiên là những phương ngữ chính:
1. Bhojpur chuẩn phía Nam
2. Bhojpur chuẩn phía Bắc
3. Bhojpur chuẩn phía Tây
4. Bhojpur Nagpuria

Phương ngữ Bhojpur chuẩn phía Nam phổ biến ở Shahabad (Buxar, Bhojpur, Rohtas và Kaimur) và Saran (Saran, Siwan và Gopalganj) ở Bihar, và mạn đông Azamgarh (Ballia và Mau) và Varanasi (phần phía Đông của Ghazipur) ở Uttar Pradesh. Đôi khi nó được gọi là "Kharwar". Nó có thể được chia thành "Shahabadi", "Chapariyah" và "Pachhimahi".
Phương ngữ Bhojpur chuẩn phía Bắc phổ biến ở Gorakhpur (Deoria, Kushinagar, Gorakhpur và Maharajganj) và Basti (Basti, Sidhartha Nagar và Sant Kabir Nagar) ở Uttar Pradesh, miền tây Tirhut (mạn đông và mạn tây Champaran) ở Bihar và các huyện khác ở Nepal.
Phương ngữ Bhojpur chuẩn phía Tây phổ biến ở Varanasi (Varanasi, Chandauli, Jaunpur và một phần mạn tây của huyện Ghazipur), Azamgarh (Azamgarh) và Mirzapur(Mirzapur, Sant Ravidas Nagar và Bhadohi) ở Uttar Pradesh. 'Banarasi' là tên địa phương của Bhojpur Banara. Phương ngữ Bhojpur chuẩn phía Tây cũng được gọi là "Purbi" hoặc "Benarsi".
Phương ngữ Bhojpur Nagpuria là phương ngữ phổ biến nhất ở miền Nam, được tìm thấy ở Chota Nagpur Plateau của Jharkhand, đặc biệt ở một số nơi của Palamau và Ranchi. Nó có nhiều ảnh hưởng từ tiếng Magaha. Đôi khi nó được gọi là " Sadari ".

## Hệ thống chữ viết

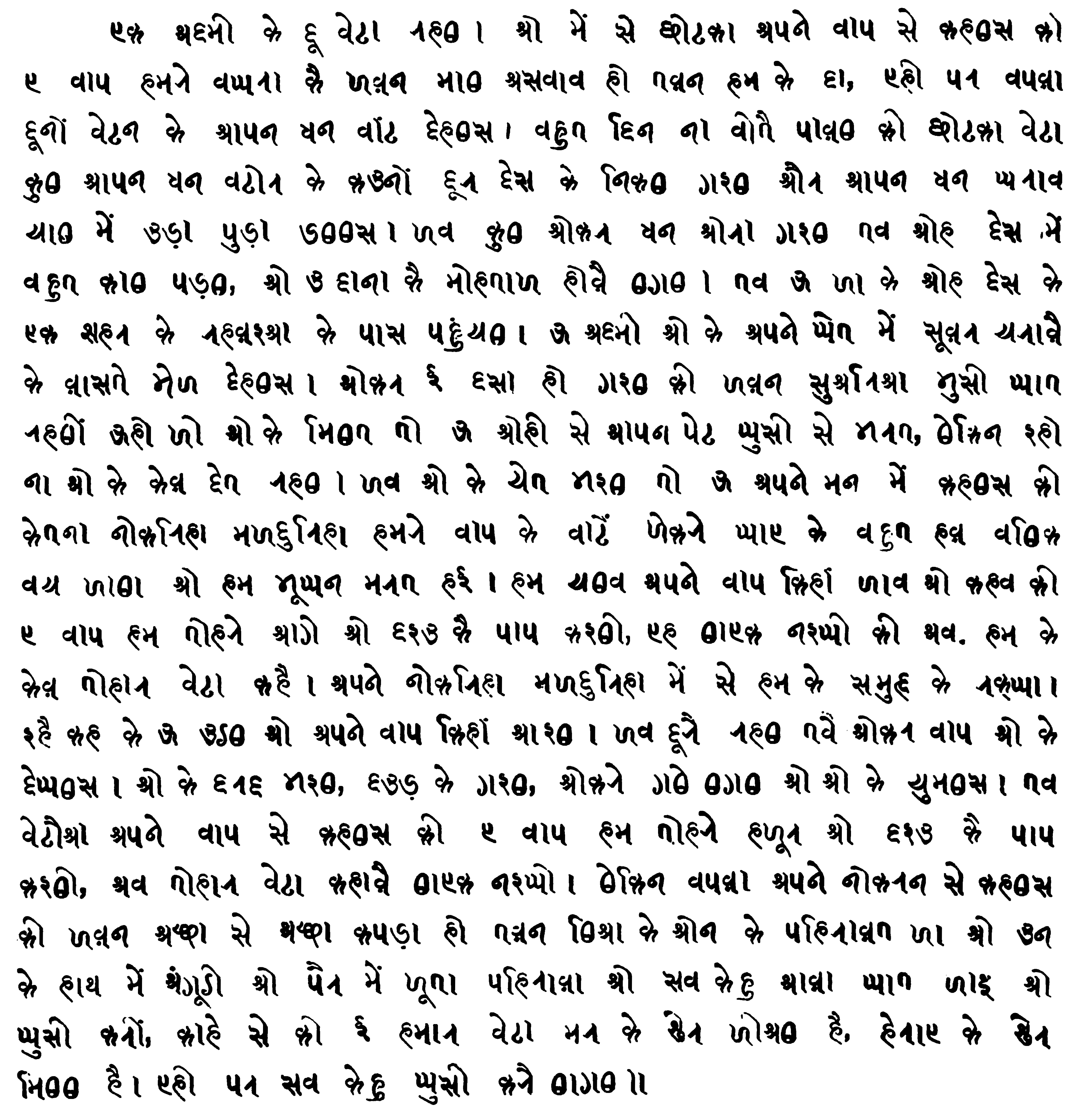
Câu chuyện Bhojpur được viết bằng chữ Kaithi bởi Babu Rama Smaran Lal vào năm 1898

Tiếng Bhojpur từng được viết bằng chữ Kaithi, nhưng kể từ năm 1894, chữ Devanagari được sử dụng chính. Ngày nay, chữ Kaithi hiếm khi được sử dụng. 

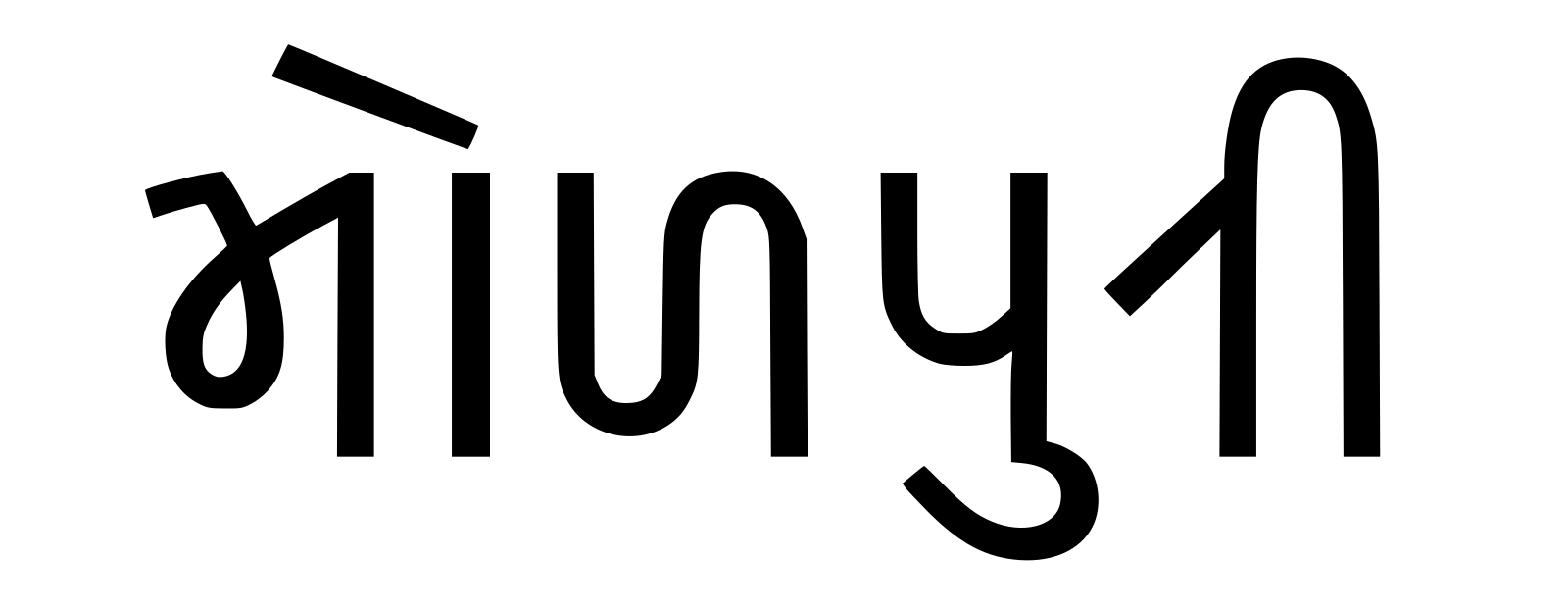
Từ "Bhojpuri" được viết bằng chữ kaithi.

Chữ Kaithi đã được sử dụng cho mục đích hành chính trong thời đại Mughal để viết tiếng Bhojpur, tiếng Awadh, tiếng Maithil, tiếng Magaha và tiếng Hindustan ít nhất là từ thế kỷ 16 đến thập kỷ đầu tiên của thế kỷ 20. Công báo viên chính phủ báo cáo rằng chữ Kaithi đã được sử dụng ở một vài huyện của Bihar trong suốt những năm 1960. Cư dân Bhojpur của Ấn Độ, đã đăng ký và di chuyển như lao động theo hợp đồng ở châu Phi, Mauritius, Fiji, và các thuộc địa Caribe của Đế quốc Anh trong thế kỷ 19 và đầu thế kỷ 20, đã sử dụng chữ Kaithi cũng như chữ Devanagari.

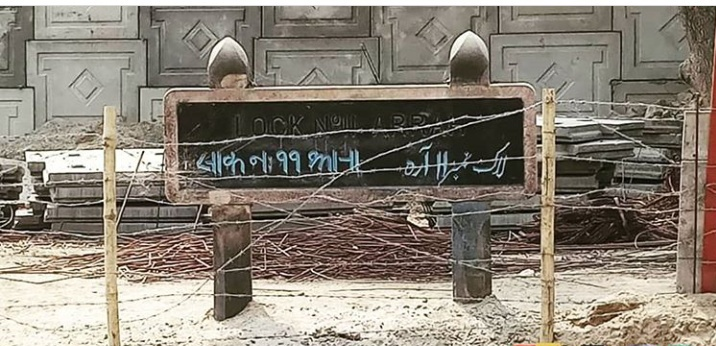
Bảng hiệu Bhojpur (kaithi) tại Purbi Gumti Arrah cùng với Chữ Ba Tư (ở bên phải) và Chữ La Mã (ở trên). "Khóa số 11" được viết trên bảng bằng nhiều ngôn ngữ hoặc chữ viết khác nhau.

Đến năm 1894, các văn bản chính thức ở Bihar được viết bằng chữ Kaithi và chữ Devanagari. Hiện tại hầu như tất cả các văn bản Bhojpur đều được viết bằng chữ Devanagari ngay cả ở các đảo hải ngoại. Ví dụ, ở Mauritius, cả hai chữ viết Kaithi và Devanagari đã được sử dụng kể từ khi người Bhojpur đến từ Ấn Độ. Chữ Kathi được coi là không chính thức ở Mauritius, với cấu trúc tương tự như chữ Devanagari (đánh vần là Devanagri ở Mauritius). Ở Mauritius, tiếng Bhojpur hiện nay được viết bằng chữ Devanagari.

## Tình hình
Đã có những yêu cầu đối với sự công nhận chính thức hơn của Bhojpur, chẳng hạn như thông qua Danh mục thứ tám của Hiến pháp Ấn Độ. Một số học giả phản đối việc đưa tiếng Bhojpur vào Danh mục thứ tám của Hiến pháp. Theo họ việc công nhận các phương ngữ Hindi như các ngôn ngữ riêng biệt sẽ tước đi hàng triệu người nói tiếng Hindi và sẽ có thêm nhu cầu bổ sung thêm các phương ngữ Hindi để đưa vào Danh mục thứ tám, cuối cùng sẽ không còn tiếng Hindi.

## Giảng dạy
Tiếng Bhojpur được dạy trong kỳ tuyển sinh và ở cấp trung học phổ thông trong Hội đồng Giáo dục Trường Bihar và Hội đồng Giáo dục Trung học và Trung cấp Uttar Pradesh.
Tiếng Bhojpur cũng được giảng dạy ở nhiều trường đại học của Ấn Độ, chẳng hạn như Đại học Veer kunwar Singh, Đại học Banara Hindu, và Đại học mở Nalanda, Đại học Phục hồi Quốc gia Tiến sĩ Shakuntala Misra.